# 구마군

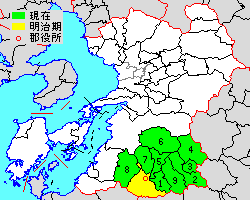
구마 군의 위치

구마군(일본어: 球磨郡, くまぐん)은 일본 구마모토현의 군이다.
인구 45,393명, 면적 1,326.02km², 인구밀도 34.2명/km².(2025년 5월 1일, 추계인구)
이하 4정 5촌으로 구성된다.
- 아사기리정(あさぎり町)
- 다라기정(多良木町)
- 니시키정(錦町)
- 유노마에정(湯前町)
- 이쓰키촌(五木村)
- 구마촌(球磨村)
- 사가라촌(相良村)
- 미즈카미촌(水上村)
- 야마에촌(山江村)

## 역사
- 2003년 4월 1일 - 멘다 정·우에 촌·오카하루 촌·스에 촌·후카다 촌이 합병해 아사기리 정이 성립하였다.